# Boris Andršt

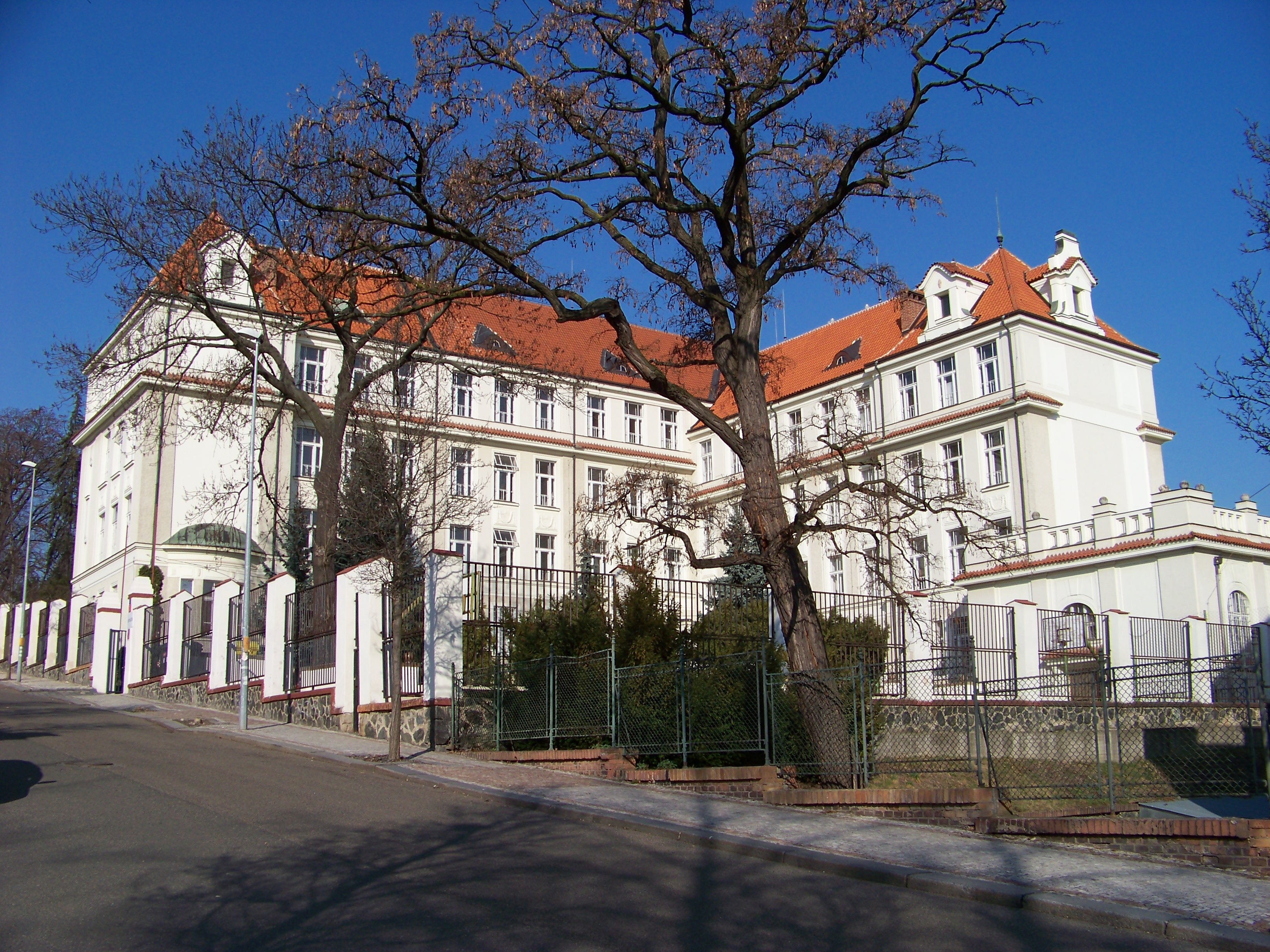
Gymnázium U Libeňského zámku (rok 2012)

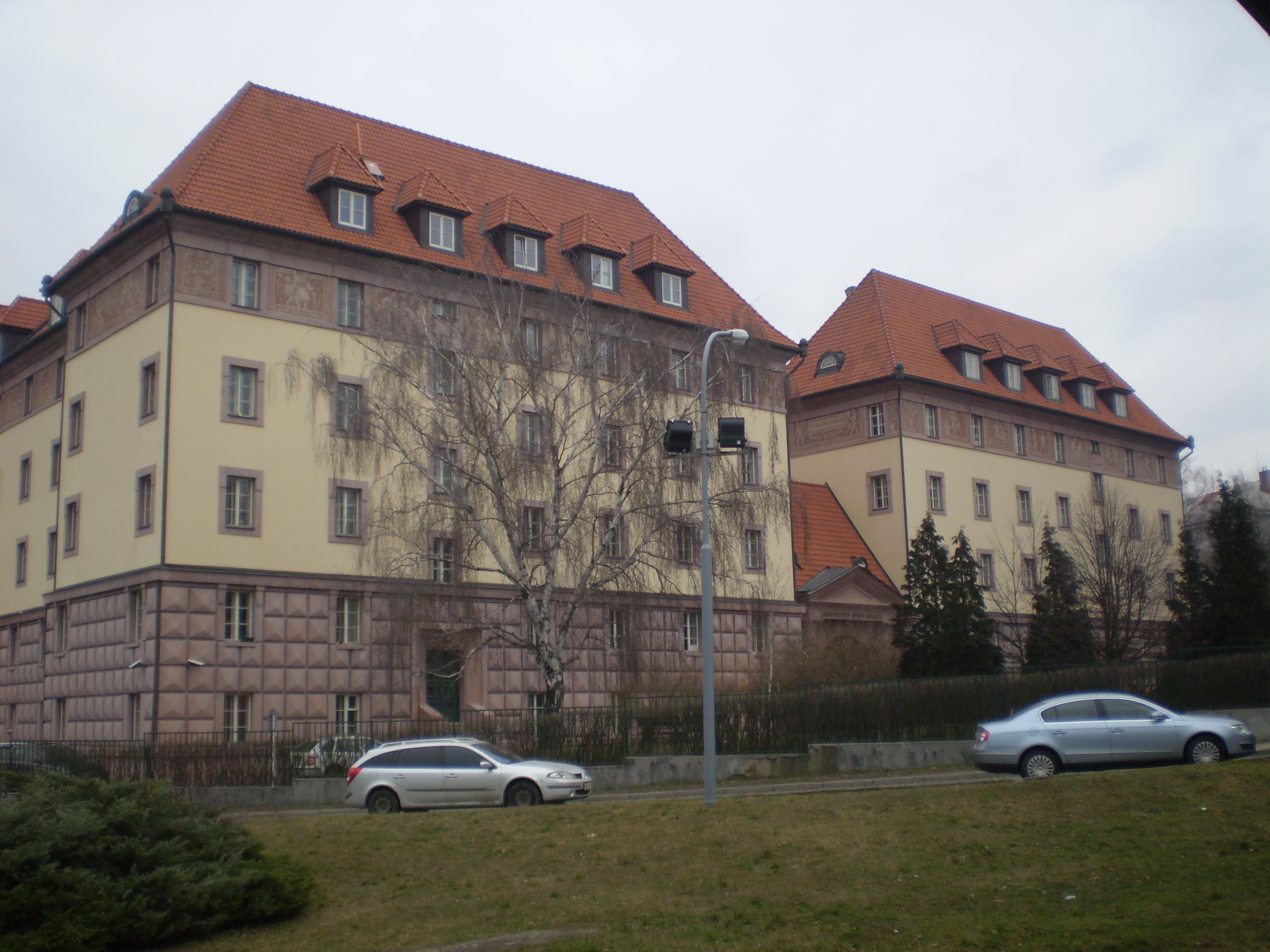
Kounicovy koleje v Brně - Žabovřeskách (rok 2008)

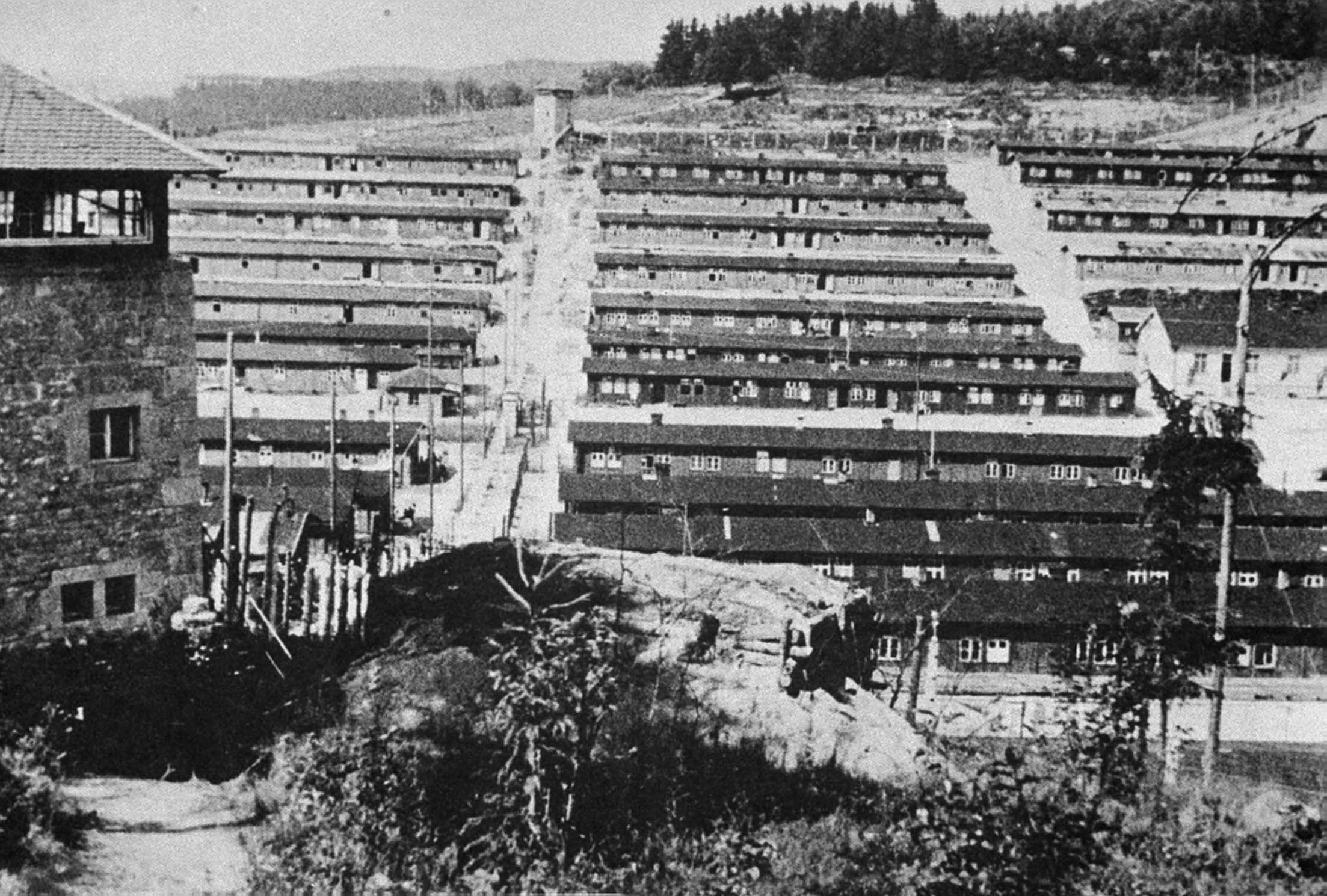
Koncentrační tábor Flossenbürg (duben 1945)

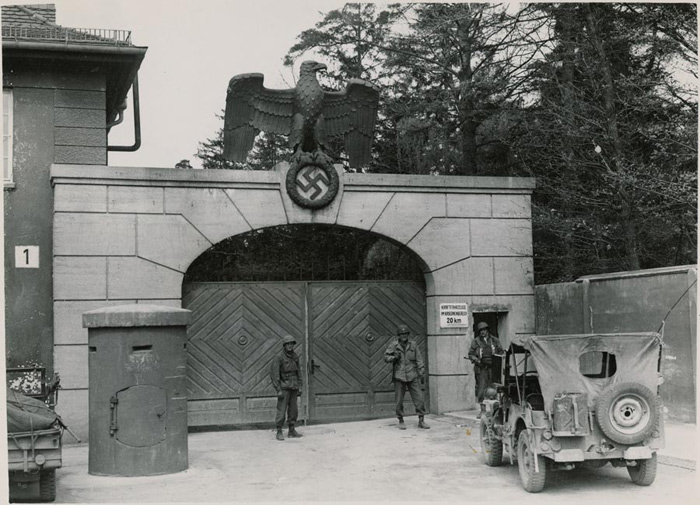
Koncentrační tábor Dachau, hlavní vstupní brána (duben 1945)

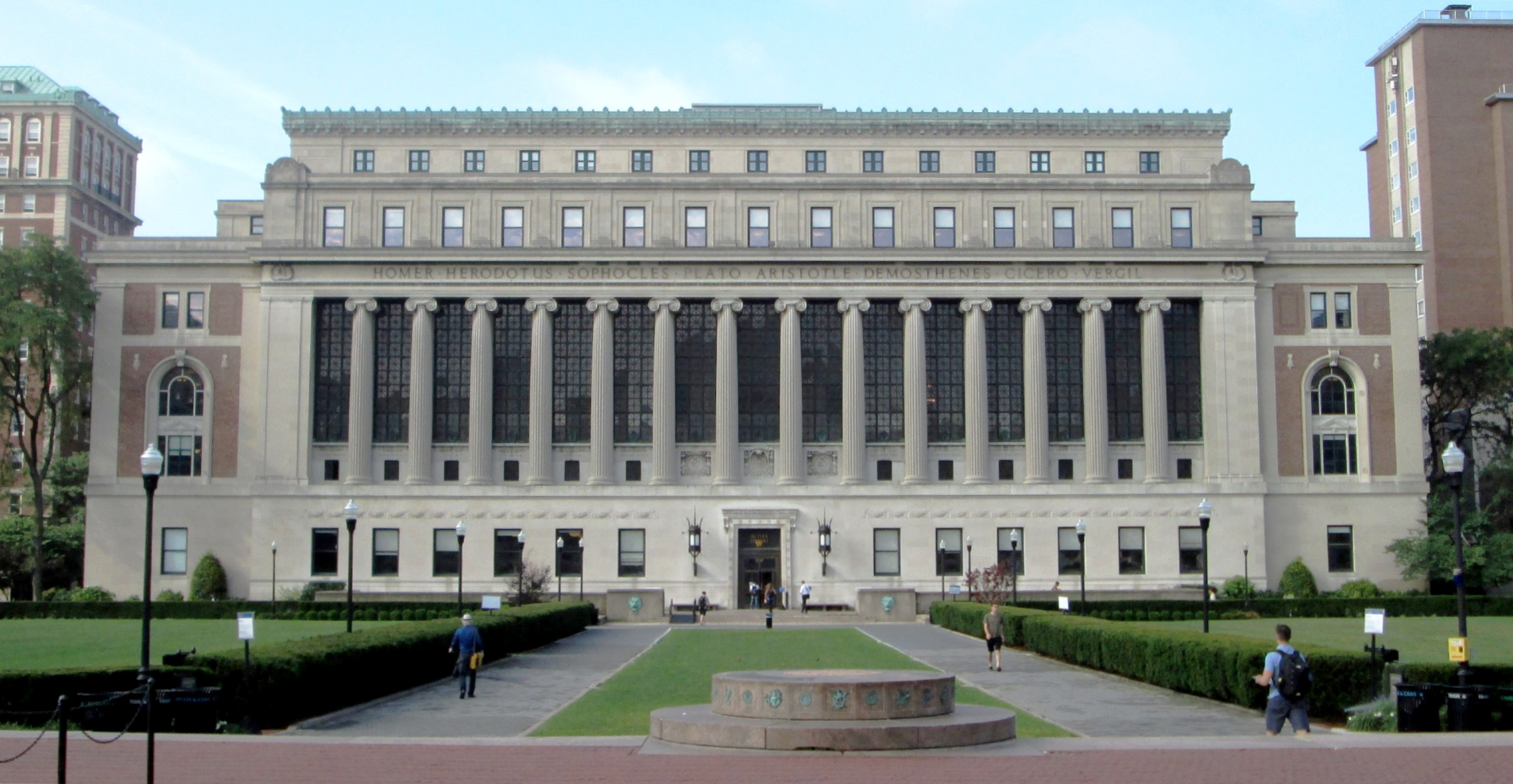
Butlerova knihovna Kolumbijské univerzity (rok 2014)

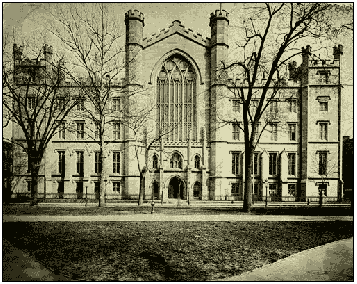
Newyorská univerzita (kolem roku 1835)

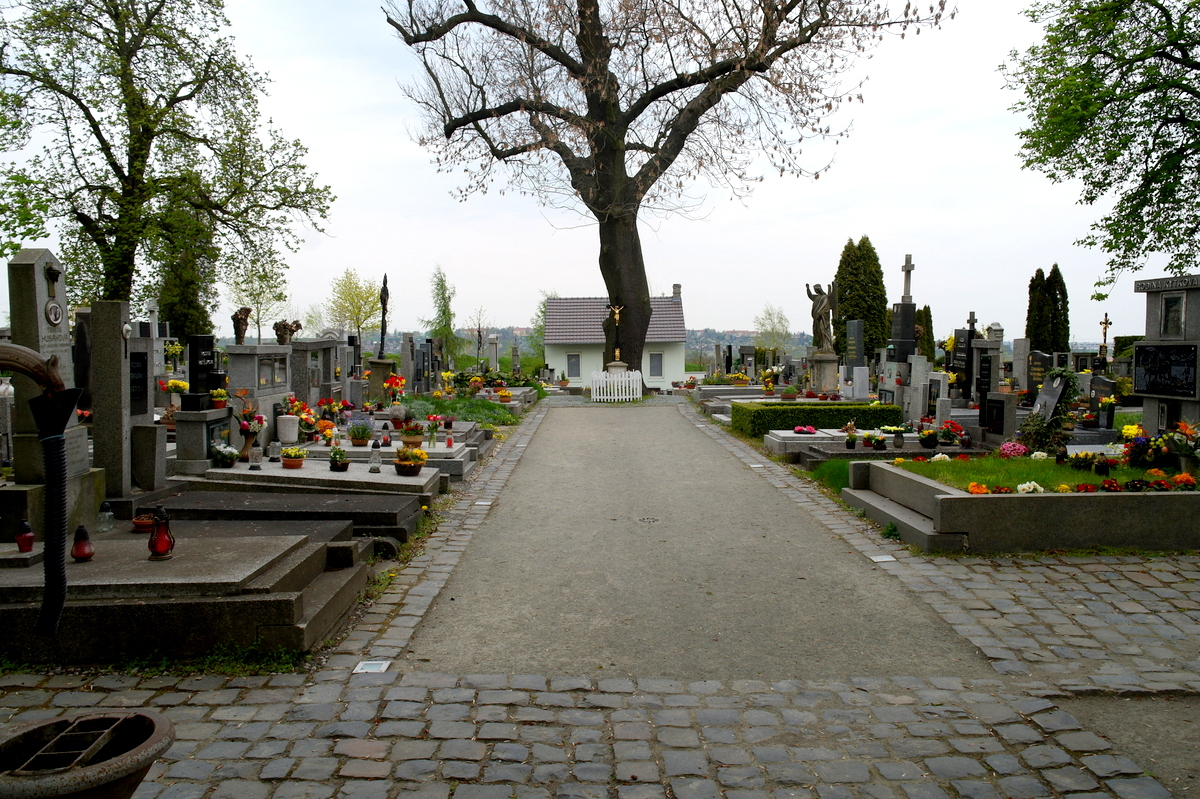
Hřbitov, Vašírov, součást obce Lány (rok 2016)

Boris Andršt (3. listopadu 1928, Praha – 30. dubna 2014, New York) byl ke konci druhé světové války členem partyzánského oddílu. Po zatčení německými bezpečnostními složkami byl vězněm ve dvou nacistických koncentračních táborech (Flossenbürg; Dachau). Po druhé světové válce započatá vysokoškolská studia dokončil až v USA, kde se stal uznávaným očním chirurgem. Po odchodu do důchodu se díky svojí pěstitelské zálibě stal propagátorem českých odrůd česneku v USA.

## Život

### Rodinný původ
Boris Andršt se narodil 3. listopadu 1928 v Praze jako jediný syn Františka Andršta (1897–1941) a jeho manželky Marie Andrštové (rozené Měchurové) (1902–1993). Jeho otec byl sociálně demokratický odborář a po nastolení Protektorátu Čechy a Morava se stal jedním ze zakladatelů a předních členů protinacistické odbojové organizace Petičního výboru Věrni Zůstaneme (PVVZ). Za své protiněmecké aktivity byl za I. stanného práva dne 30. září 1941 popraven v Praze v ruzyňských kasárnách.

### Během druhé světové války
V dubnu roku 1940, kdy se Borisův otec František dostal do hledáčku gestapa, bylo Borisovi 12 let. Tehdy bydlel se svojí matkou v Praze–Libni v Chocholouškově ulici. Několik měsíců před vypuknutím pražského květnového povstáním v roce 1945 se mladý (bylo mu teprve 16 let) Boris Andršt připojil (spolu s několika svými spolužáky ze školy) k partyzánské skupině. Německé bezpečnostní složky ale partyzánský oddíl v roce 1944 odhalily a jeho členové byli zatčeni v Beskydech na Moravě a uvězněni v brněnských Kounicových kolejích. Tehdy šestnáctiletý Boris byl dne 26. ledna 1945 deportován (pod vězeňským číslem 43890) do nacistického koncentračního tábora Flossenbürg v bavorské Horní Falci (poblíž českých hranic). V dubnu 1945 začali Němci přesouvat vězně hlouběji do nacistického Německa a Boris byl jedním z těch, kteří přežili pochod smrti do koncentračního tábora Dachau, jenž se nacházel poblíž Mnichova. V tomto nacistickém koncentračním táboře, původně určeném pro politické vězně, se dne 29. dubna 1945 dočkal osvobození americkými jednotkami.

### Po druhé světové válce
Po skončení druhé světové války zakončil maturitou v roce 1947 svoje středoškolská studia na pražském gymnáziu U Libeňského zámku. V témže roce (1947) odešel z Československa do USA, aby tam začal bakalářské studium na Kolumbijské univerzitě (Columbia University). Toto studium bylo hrazeno plně stipendiem, získaných ze sbírek a z prostředků bohatých rodin v New Yorku, které tak chtěly umožnit vzdělání studentům, jenž trpěli během druhé světové války. Po absolvování prvního semestru se Boris Andršt, veden steskem po domově, vrátil z USA zpět do Československa a tady se zapsal do 2. semestru (školní rok 1947/1948) ke studiu na Vysoké škole politické a sociální v Praze. V roce 1948 dokončil ale jen jeden semestr svých vysokoškolských studií a vidina dalšího života v totalitní zemi po únoru 1948 pod komunistickým vedením jej přiměla k návratu do USA a k pokračování ve studiu na Kolumbijské univerzitě.  V roce 1957 skončil svoje vysokoškolská lékařská studia na Newyorské univerzitě (New York University (Grossman) School of Medicine) a celý svůj život pracoval v New Yorku na různých místech a pozicích jako oční chirurg (oftalmolog).
V období studené války v USA, v době, kdy USA prožívaly období označované jako „red scare“ (rudý strach) byl Boris Andršt podezříván americkými úřady z toho, že by mohl být komunistickým špiónem. Tato situace zdržovala získání jeho amerického státního občanství. Boris Andršt dokonce uvažoval o přestěhování do Argentiny, aby se zbavil úředního nařčení ze špionáže, ale nakonec v USA zůstal. Žil pak dále legálně v New Yorku, kde nakonec v roce 1967 získal americké státní občanství. Teprve s americkým státním občanstvím mohl Boris Andršt navštívit svoji matku, žijící v Československu, kterou od roku 1948 neviděl. Ještě před sametovou revolucí v roce 1989 navštívil několikrát Československo.
S komunitou československých přistěhovalců v USA udržoval po celý svůj život přátelské styky a mnohým z nich, po jejich příjezdu do Spojených států, pomohl s tím jak se zde „usadit“. Občas dokonce pomohl i s ilegálním převozem potřebných dokumentů pro ty československé občany, kteří plánovali emigraci do USA. Zdarma pomáhal i těm svým československým pacientům, kteří ještě neovládali angličtinu či nebyli v USA zdravotně pojištěni.

### Rodinný život
Oženil se a rozvedl se celkem čtyřikrát; celkem měl tři děti – dvě dcery (Dana Andršt; Tracy Andršt) a jednoho syna (Mark Andršt). Měl celkem 4 vnoučata (tři dívky a jednoho chlapce).

### Záliby
Dr. Boris Andršt byl mužem mnoha zálib. Kromě vaření měl rád i fotografování (byl přítelem českého fotografa Josefa Sudka (1896–1976)). Jezdil rád na jízdních kolech a motocyklech. Mezi jeho další záliby patřilo sbírání gadgetů; měl rád zvířata (vždy choval alespoň jednoho psa), pobyt v přírodě a pěstování zeleniny. Jeho specializací bylo vyhledávání a pěstování různých druhů a odrůd česneku, zejména těch českých.
Dr. Boris Andršt zemřel 30. dubna 2014 ve věku 85 let v New Yorku. Je pochován na hřbitově v Lánech